# Marcell Rév
Marcell Rév (Hungría, 30 de diciembre de 1984) es un guionista y director de fotografía conocido principalmente por su trabajo cinematográfico a seríes como Euphoria (2019-2021) o películas como Malcolm & Marie (2021),  Assassination Nation (2018) y Jupiter's Moon (2017). Su primera película, Land of Storms, debutó en el festival Berlinale en 2014. El mismo año ganó el premio Un Certain Regard en el festival de Cannes con la película White God, dirigida por Kornél Mundruczó, con quien ha trabajado en repetidas ocasiones. Junto con Bálint Szimler fundó la productora y distribuidora de cine Boddah.

## Estudios
Marcell Rév cursó historia del cine entre 2003 y 2006 en la Universidad Eötvös Loránd, situada en Budapest.
En 2006 continuó formándose como cinematógrafo en la escuela de cine Hungarian Academy for Film and Drama Cinematography Department hasta el año 2011. Durante estos años, realizó también un Erasmus gracias a una beca escolar en la Universidad Lusofona, en Lisboa.
Para acabar con su especialización, también en 2011, asistió al Berlinale Talento Campus y a una Masterclass de cinematografía dirigida por Vilmos Zsigmond en Budapest.

## Carrera
Después de su formación a la Universidad de Artes de Teatro y Cine de Budapest, Rév empezó a trabajar, en esta misma ciudad, como asistente de cámara de cortometrajes húngaros a mediados de los años 2000. Recibió su primer reconocimiento en su país natal como director de cámara en 2007, este premio fue en el Kodak Student Film Festival por el cortometraje Pást dirigido por Zsófi Taris y Judit Kájel.
El primer largometraje de Rév como director de cámara y fotografía fue Land Of Storms, del director Ádám Császi en 2014. La película fue premiada en la 64 edición del Festival Internacional de Cine de Berlín y en otros festivales internacionales de cine donde Rév recibió elogios por su composición de imágenes.
También en 2014, trabajó con Kornél Mundruczó en el proyecto White God. La película mereció el premio Un Certain Regard en el Festival Internacional de Cine de Canes 2011. White God ganó otros premios internacionales. Rév recibió el premio de la crítica de cine húngara al mejor cinematógrafo del año.
Después de sus primeros éxitos en largometrajes, Rév trabajó en el documental de temática musical Balaton Method en 2015, junto a un antiguo amigo de la escuela, Bálint Szimler.De esta colaboración, surgió la serie de once episodios Kodály Method (2011–2012). Más tarde, Rév y Szimler fundaron la productora cinematográfica Boddah. Volvieron a trabajar juntos a Jupiter's Moon (2017), la cual fue nominada para la Palma de Oro del Festival de Cannes y ganó otros premios en festivales internacionales. Una vez más, las imágenes de Rév fueron elogiadas y descritas como cautivadoras e impredecibles.
Gracias al éxito de White God, el trabajo cinematográfico de Rév llegó a los Estados Unidos. Debido a esta misma película, Sam Levinson, director y guionista estadounidense, conoció a Marcell Rév y lo contrató como director de fotografía de su película Assassination Nation (2018). Ese mismo año, Rév colaboró con el padre de Sam, Barry Levinson, a la película americana Paterno (2018) con Al Pacino como protagonista.
A partir de aquí, Rév y Levinson colaboraron en varios proyectos juntos, cómo la serie de televisión Euphoria de HBO o el largometraje Malcolm & Marie. Rév fue el director de fotografía de los cuatro primeros capítulos de la primera temporada de Euphoria dónde junto con Sam Levinson, establecieron una estética concreta y desarrollaron el concepto visual del realismo emocional, el cual se adentra emocionalmente en el mundo de los adolescentes. Rév también grabó dos capítulos especiales para Euphoria durante la pandemia de la COVID-19, ante la imposibilidad de grabar la segunda temporada. Con menos herramientas a su alcance, Rév trabajó con más libertad y pudo profundizar en elementos cómo el estilo o estética provocando un cambio visual.
La última colaboración hasta el momento de Rév y Levinson ha sido al largometraje Malcolm & Marie en 2021. Aunque la película recibió algunas críticas, fue elogiada por su fotografía artística en blanco y negro, que pretendía conseguir una atmósfera similar a las de las antiguas películas de Hollywood de los años 1950 y 1960. Por sus méritos en esta película, Rév fue candidato a una nominación en los Premios Óscar a la categoría de mejor cámara, también ganó un premio Black Reel y fue nombrado miembro de la Academia de las Artes y las Ciencias Cinematográficas (AMPAS), que otorga los Premios Oscar cada año.
El último proyecto de Marcell Rév hasta el momento ha sido el largometraje The Story of my Wife, invitada al Festival de Cannes del 2021, de la directora Ildikó Enyedi.

## Premios
2021 Black Reel Award – Cinematografía más excepcional por “Malcolm & Marie”.
2019 Camerimage film festival – Mejor trama televisiva por “Euphoria”.
2019 Film Treat Award – Mejor cinematógrafo por “Assasination Nation”.
2018 Hungarian Film Week – Mejor cinematografía por “Jupiter’s Moon”.
2017 38th Manaki Brothers International Cinematographers Film Festival - Golden Camera 300 – Mejor cinematografía por “Jupiter’s Moon”.
2017 Film Festival Oostende – Mejor cinematografía.
2015 Hungarian film critic's prize – Cinematógrafo del año.
2012 Prima Primissima Junior prize en la categoría “Teatro y Cine”.
2011 Golden Eye cinematography award from the Hungarian Society of Cinematographers – Premio Panavision por “Külalak”.
2010 Golden Eye cinematography award from the Hungarian Society of Cinematographers – Mejor Vídeo Musical por “Barabás Lőrinc Eklektric: Strange Night”.
2007 Kodak Student Filmfestival – Primer premio por “Pást“.

## Filmografía
2021 The Story of my Wife – Largometraje dirigido por Ildikó Enyedi.
2021 Malcolm & Marie – Largometraje dirigido por Sam Levinson.
2020-21 Euphoria Special Episodes – Serie de televisión dirigida por Sam Levinson.
2019 Euphoria Season 1 (piloto y capítulos 2,3,4) – Serie de televisión dirigida por Sam Levinson.
2018 Paterno – Largometraje dirigido por Barry Levinson.
2018 Assassination Nation – Largometraje dirigido por Sam Levinson.
2017 Jupiter Holdja / Jupiter's Moon – Largometraje dirigido por Kornél Mundruczó.
2016 Mosto of the souls that live here – Largometraje dirigido por Ivan e Igor Buharov.
2015 Balaton Method – Documental musical dirigido por Bálint Szimler.
2014 Fehér Isten / White God – Largometraje dirigido por Kornél Mundruczó.
2014 Viharsarok / Land of storms – Largometraje dirigido por Ádám Császi.
2013 Overdose – Documental dirigido por Gábor Ferenczi.
2012 Nekem Budapest / Meanwhile in Budapest – Fragmento del Largometraje dirigido por Bálint Szimler y Gábor Reisz.
2012 JP.CO.DE – Largometraje experimental dirigido por Péter Fancsikai y Árpád Schilling.
2011 Külalak / On a lower level – Cortometraje dirigido por Gábor Reisz.
2010 Itt vagyok / Here I am – Cortometraje dirigido por Bálint Szimler.
2009 Ketten egy fészekben / It takes two to tango! – Documental natural dirigido por Szabolcs Pálfi.
2008 Öltöző / Dressing room – Cortometraje dirigido por Gábor Reisz.
2007 Pást – Cortometraje dirigido por Zsófi Tari y Judit Kájel.